# Wohnhaus Bergstraße 9
Das Wohnhaus Bergstraße 9 in der niedersächsischen Gemeinde Worpswede wurde Anfang des 20. Jahrhunderts gebaut. Aktuell (2025) wird es zum Wohnen und als Atelier genutzt.
Das Gebäude steht unter Denkmalschutz (siehe auch Liste der Baudenkmale in Worpswede).

## Geschichte und Beschreibung
Der Bremer Künstler und Architekt Heinrich Vogeler (1872–1942) gehörte ab 1894 zur ersten Generation der Künstlerkolonie Worpswede. Er entwarf auch einige Häuser im Ort.
Das eingeschossige giebelständige verputzte Gebäude mit pfannengedecktem Mansarddach mit rückseitigem Krüppelwalm wurde 1910 nach Plänen von Vogeler im Stil der Reformarchitektur für den Maler Wilhelm Bartsch gebaut. Ein westlicher traufständiger Atelierteil hat ein Satteldach.
Das Landesdenkmalamt befand zum Garten u. a.: „… in Größe und Form angelehnt war an ein Niederdeutsches Hallenhaus …“
Das Haus wurde als Atelier der Künstler Bartsch und später Steffen Bockstaller genutzt.